# ريتش تيمبلتون
ريتش تيمبلتون (بالإنجليزية: Rich Templeton)‏ مهندس كهربائي ورجل أعمال أمريكي. هو رئيس والمدير التنفيذي لشركة تكساس إنسترومنتس.

## التعليم
ريتش تيمبلتون تخرج من كلية يونيون، نيويورك سنة 1980 بشهادة بكالوريوس هندسة كهربائية.

## الحياة المهنية
بعد تخرجه، انظم إلى شركة تكساس إنسترومنتس حيث عمل في عدة مجالات. في عام 1996 بدأ يترأس قسم أعمال اشباه الموصلات. تيمبلتون ترأس مدير العمليات من أبريل 2000 حتى أبريل 2004 ، في 2004 حصل على مسمى المدير التنفيذي، في أبريل 2008 عين رئيس مجلس الإدارة.